# Многолучевая антенна
Многолучевая антенна — антенна, диаграмма направленности которой содержит множество главных лучей. 

## Описание
Многолучёвая антенна состоит из излучающей части, диаграммообразующего устройства (ДОУ) и входов антенны. Излучающая часть многолучевой антенны представляет собой или решётку излучателей, или раскрыв апертурной антенны. Основной элемент многолучевой антенны, называемый диаграммообразующим устройством (ДОУ), предназначен для формирования амплитудно-фазового распределения поля в излучающей части в зависимости от сигнала, поступающего на соответствующий вход антенны.

## Классификация
Многолучевые антенны делятся на два больших класса: апертурные и антенные решётки.
Апертурные многолучевые антенны, в которых ДОУ является совокупностью облучателей с зеркалом или линзой, выполняются на основе замедляющей линзы, линзы Люнеберга, зеркально-параболической антенны, двухзеркальной антенны и др. Апертурные многолучевые антенны позволяют сформировать диаграмму направленности с малыми боковыми лепестками. Тем не менее коэффициент использования поверхности (КИП) таких антенн достаточно низкий. Другими недостатками являются громоздкость конструкции и большая масса.
Диаграммообразующая схема (ДОС) многолучевых антенных решёток проектируется на основе матрицы Батлера или матрицы Бласса. ДОС на основе матрицы Батлера называется параллельной, а на основе матрицы Бласса — последовательной.
Наиболее эффективно многолучевые диаграммы направленности реализуются с помощью цифровых антенных решёток